# 天主教瓦倫薩教區
天主教瓦倫薩教區（拉丁語：Dioecesis Valentina in Brasilia），是巴西一個天主教教區，位於東南部里約熱內盧州北部。為里約熱內盧總教區的附屬教區。
教區成立於1925年3月27日。2010年有教友267,500人，佔總人口72.5%。有廿六個堂區、司鐸廿六人。現任教區主教為尼爾森·法蘭西林諾·費雷拉（Nelson Francelino Ferreira），他在接任屆齡退休的曼寧主教前曾在該教區擔任輔理主教一職。